# Svenska mästerskapet i bandy 1920
Svenska mästerskapet i bandy 1920 avgjordes genom att IFK Uppsala vann mot IF Linnéa med 3-2 i finalmatchen på Stockholms stadion den 29 februari 1920.

## Matcher

### Kvartsfinaler
- 1 februari: IF Linnéa-AIK 2-0
- Järva IS-IK Göta 2-0
- Södertälje SK-Kronobergs IK 2-0
- IFK Uppsala-IK Sirius 3-3

#### Omspel av kvartsfinal
- IK Sirius-IFK Uppsala 3-3
- IFK Uppsala-IK Sirius 7-1

### Semifinaler
- IF Linnéa-Järva IS 7-1
- IFK Uppsala-Södertälje SK 9-2

### Final
- 29 februari 1920: IFK Uppsala-IF Linnéa 3-2 (Stockholms stadion)

IFK Uppsala svenska mästare i bandy 1920.

## Svenska mästarna
Mall:IFK Uppsala Bandy 1920

### Fotnoter
1. ↑  Erik Jonsson. ”1920–1929”. Svenska Bandyförbundet. https://www.svenskbandy.se/BANDYFINALEN/HISTORIK/Svenskamastare/Herrar/1920-1929/. Läst 1 september 2011.